# Cao Thắng (xã)
Cao Thắng là một xã thuộc huyện Thanh Miện, tỉnh Hải Dương, Việt Nam.
Xã Cao Thắng có diện tích 5,97 km², dân số năm 2015 là 8.500 người, mật độ dân số đạt 1.593 người/km².
Cao Thắng gồm có 5 thôn: Bằng Bộ, Cao Lý, Hòa Bình, Phạm Khê, Văn Khê.
Xã tiếp giáp với Huyện Phù Cừ của Tỉnh Hưng Yên và các xã trong huỵên Thanh Miện là Chi Lăng Bắc, Tứ Cường, Lê Hồng.
Ngày 31/12/2017 xã đã được công nhận là xã đoạt chuẩn Nông thông mới.

## Đình Phạm Khê
Đình làng Phạm Khê, xã Cao Thắng, huyện Thanh Miện, tỉnh Hải Dương được UBND tỉnh Hải Dương xếp hạng di tích lịch sử vào năm 2009
Đình làng là nơi tôn thờ 2 vị thành hoàng có công lập làng, giúp đỡ nhân dân trong lao động và sản xuất.
1.Thành hoàng thứ nhất có tên húy là Uy tức Thần Uy Vũ, ngài là một trong ba vị tướng của triều đình đi đánh giặc ngoại xâm (không rõ thời).
2. Thành hoàng thứ hai là Tiến sĩ Nguyễn Hữu Lâm tên thụy là Đoan Chính Nghiêm Minh, thường được gọi là Quan Tư Nghị. Làm quan dưới triều Lê.
Đình làng Phạm Khê cũng là nơi đóng quân của Quân Khu 3, nơi thành lập Chi bộ Đảng đầu tiên nay là Đảng bộ xã Cao Thắng.